# كلب ذكي
كلب ذكي (بالإنجليزية: Lawnmower Dog) هي الحلقة الثانية من ريك ومورتي. تم عرضه لأول مرة على أدلت سويم في 9 كانون الأول 2013, وكتبه ريان ريدلي وإخراج جون رايس. في الحلقة، أعطى ريك لجيري جهازاً لتعزيز ذكاء الكلب بينما يضيع ريك ومورتي في أحلام مدرس الرياضيات مورتي. لقيت الحلقة استقبالاً جيداً، حيث شاهدها ما يقرب من 1.5 مليون مشاهد عند بثها.
العنوان هو إشارة إلى فيلم The Lawnmower Man (1992), حيث يقوم عالم بتعزيز عقل بستاني بسيط التفكير. وفي الوقت نفسه، فإن الحبكة التي تنطوي على مغامرة ريك ومورتي هي إشارة إلى فيلم استهلال في عام 2010 بالإضافة إلى امتياز Nightmare on Elm Street.

## الحبكة
كلب مورتي يغضب جيري من خلال التبول المستمر على السجادة. منزعجاً، يسأل جيري ريك عن جهاز يمكن أن يجعل سنافلز أكثر ذكاءً. يصنع ريك الجهاز، ويجعل سنافلز ذكياً بما يكفي ليتمكن من القيام بأشياء مثل الإنسان العادي، مثل الذهاب إلى الحمام. في هذه الأثناء، يخطط ريك لدخول أحلام مدرس الرياضيات، السيد غولدن فولد، من أجل زيادة درجات مورتي، وبالتالي السماح لمورتي بالمغامرة مع ريك كثيراً. يدخل الاثنان حلم جولدن فولد. يحدث الحلم على متن طائرة، حيث يتظاهر ريك بأنه إرهابي ويهدد بتفجيرهم إذا لم يمنح جولدن فولد مورتي درجات أفضل، لكن جولدن فولد قرر القتال وسحب مدفعين رشاشين. يدرك ريك أن جولدن فولد لديه سيطرة أكبر على أحلامه أكثر مما توقع، ويكشف أيضاً أنه إذا ماتوا في الحلم، فإنهم يموتون في الحياة الحقيقية.
في هذه الأثناء، يحاول سنافلز التواصل مع أصحابه شفهياً لكنه غير قادر. يفتح حجرة البطارية على الخوذة ويدرك أنه يمكن تعزيزها ببطاريات إضافية.
لا يزال ريك عالقًا في الحلم، يحاول التفاوض مع جولدن فولد مستخدماً مثله الأعلى، السيدة بان كيك، كدرع بشري. بدلا من ذلك، تنزل الفوضى على متن الطائرة. تفتح أبواب الطائرة ويتم امتصاص الجميع. تعثر السيدة بان كيك على مظلة وتفتحها، بينما هبطت جولدن فولد بالطائرة بالفعل. ينتزع ريك ومورتي بان كيك، لكن جولدن فولد ابتكر جهازاً لانتزاع بان كيك من السماء وترك ريك ومورتي يسقطان في بركة من الحمم البركانية. ثم يبدأ الاثنان في الدخول في أحلام بان كيك لإبطاء الوقت. أحلام بان كيك هي نادي الجنس بين المجرات وزنزانة S&M المليئة بالمسيطرة. سمر تجعل الاثنين يشعران بعدم الارتياح، مما يجعلهما يبرزان. يهدد أحد حراس القنطور بقتلهم، ويغامرون بتحقيق حلم القنطور، حيث يتعين على الثلاثة الهروب من «ضربة قاضية آمنة قانوناً» لفريدي كروجر، المسمى سكاري تيري.
في غضون ذلك، ابتكر سنافلز ذراعاً آلياً ومكبر صوت يستخدمه للاستيلاء على الأشياء والتواصل، وإن كان ذلك بلغة إنجليزية ركيكة. يتغير عرض سنافلز للحياة بعد مشاهدة برنامج تلفزيوني خاص عن الكلاب التي يتم تدجينها وإجبارها على الخضوع.
لا يزال ريك ومورتي يبحثان عن ملاذ، يسافران إلى حلم فتاة صغيرة للهروب من تيري المخيف. بعد العودة إلى ما يشبه الحلم نفسه، اكتشف الاثنان أيضًا أن تيري يمكنه السفر عبر الأحلام.
بعد أن صنع لنفسه بذلة آلية قوية، غيّر سنافلز اسمه إلى سنو بول ويفترض هيمنته على المنزل.
بينما في حلم جديد، ما زال ريك ومورتي يطاردهما تيري. يتبعه الاثنان إلى منزله ويدخلان في أحلامه. يرون أنه يخاف أن يكون فاشلاً في وظيفته وينقذه من الإحراج في المدرسة. في المقابل، يساعدهم على العودة إلى الواقع، وفي أثناء ذلك، يقتنع جولدن فولد برفع درجات مورتي.
بالعودة إلى العالم العادي، وجدوا أن سنو بول قاد جيشاً من الكلاب فائقة الذكاء إلى حافة الهيمنة العالمية على البشرية. يسمح سنو بول لمورتي بالعيش إلى جانبه بينما يقع بقية العالم في شرك واستعباد الكلاب. بينما تخضع الكلاب البشر لممارسات مماثلة كان البشر يخضعون لها، يعيش مورتي في رفاهية. يكشف له ريك أن الاثنين هما في الواقع في حلم سنوبول. يسمم ريك كليتي مورتي، مما يجعل سنوبول يهتم بصحة مورتي. خرج سنوبول من حلمه وأدرك أن اضطهاد البشر يجلب الحزن والقسوة. يغير سنوبول والكلاب خطتهم ويقررون بدلاً من ذلك العيش في عالم خاص بهم.
في مشهد ما بعد انتهاء الحلقة، تم استبدال المعلم القديم لفصل تيري المخيف بجيلن المخيف، عازف الطبول الهبي. ريك وتيري المخيف يجلسان بينما طلابه يدخنون الماريجوانا، راضين عن هذا التغيير.

## الاستقبال
إيه. في. كلوب أعطى الحلقة تصنيف A, حيث أشار المراجع زاك هاندلين إلى أنها كانت «قمة العرض حتى الآن». وأشاد ويليام مانزو، مراجع جانكي مانكي بالحلقة، قائلاً إن الحلقة كانت «مفاجأة سارة بالمقارنة مع الحلقة التجريبية»، مما جعلها 10/10.

## وصلات خارجية
- كلب ذكي على قاعدة بيانات الأفلام على الإنترنت

تصنيف:حلقات ريك ومورتي